# 64（ロクヨン）
『64（ロクヨン）』は、横山秀夫による日本の推理小説。またこの小説を原作としたテレビドラマ、映画。

## 連載
- 『別册文藝春秋』（文藝春秋）にて、251号（2004年5月号）、253号 - 260号（2004年9月号 - 2005年11月号）、262号 - 263号（2006年3月号 - 5月号）まで連載された。
- 改稿作業を続け、2009年頃には発売日まで決まったものの納得がいかず、全面改稿の上、書き下ろしとして2012年10月に刊行された[1]。

## 作品の背景
「D県警シリーズ」の第4作目にしてシリーズ初の長編。
2冊目の短編集『動機』（2000年刊行）を書き終えた後、長編を書こうと書き下ろしの予定で150枚ほど書き始めていたが、他の出版社から連載や短編のオファーが殺到し、必死でこなしていた時に心筋梗塞で倒れた。療養もそこそこに『別册文藝春秋』で連載を始めたが、思うようにストーリーが進まず、ボタンを掛け違ったような違和感があり、「いつか必ず完成させる」と心に誓い、連載を途中でやめてしまった。『震度0』刊行後の2005年、『64』に再び着手できるようになり、手直しを加えた上で2009年に出版されることが決定するが、ただ書き終えただけの作品でしかなく、このままでは読者からお金を貰える作品たりえないと思い、出版を中止するという苦渋の決断をした。担当編集者は絶句していたという。再び『64』の改稿作業に入ったが、今度は突然、記憶障害に襲われ、前日に書いた原稿の内容が思い出せなかったり、主人公の名前さえ思い出せなくなってしまった。廃業という文字を頭に浮かべながら、どうしたらよいか分からず、庭仕事をし、いいアイディアや文章が思い浮かぶと書斎に駆け戻り、1、2行書き、また庭へ戻るという繰り返しだった。次第に筆が進むようになり、小手先の手直しをやめて全面改稿を重ねた。

## あらすじ
わずか7日間で幕を閉じた昭和64年（1989年）、D県警管内で7歳の少女・雨宮翔子が誘拐され、殺害される事件が起こった。当時、捜査一課特殊犯捜査係に所属していた三上義信も追尾班として初動捜査に加わり、犯人から要求された2000万円の身代金を運ぶ父親の車を追った。だが土地勘に優る犯人に翻弄され、身代金はまんまと奪われ、5日後に翔子の遺体が無惨な状態で発見される。昭和天皇の崩御で悲しみに暮れると共に、新元号「平成」の制定で新しい時代の幕開けに色めき立つ世間とは裏腹に、幼い少女の死と遺族の慟哭を目の当たりにしたD県警は、平成の世に紛れた犯人を逃がすまいとこの事件をロクヨンという符丁で呼び解決を誓うが、遺族に吉報がもたらされないまま時は過ぎ、捜査本部は専従班に縮小され、名ばかりの継続捜査状態となっていた。
平成14年（2002年）、捜査二課次席まで出世していた三上は、突然警務部への異動を命じられ、広報官に任じられる。2年で刑事に戻るつもりで仕事に邁進し広報室の改革を目指すが、赤間警務部長からは上が決めたことを伝える窓口になり、自分が考える必要はないと忠告され、三上もある理由からそれに従わざるを得なかった。三上には元ミス県警の美しい妻・美那子と高校生の娘・あゆみがいる。だが、あゆみは父とよく似た醜い自分の顔と美しい母の顔を憎むようになり、高校を不登校がちになり、ついには部屋に引きこもるようになってしまっていた。カウンセリングを受けさせるなどして、状態は徐々に良い方向へ向かっているかに思えたが、整形を反対されたあゆみが家出してしまう。あゆみの捜索を全国の警察に口利きしてくれたのが他ならぬ赤間で、事あるごとにあゆみの件を持ち出し、自分の意に従わせようとする赤間の言動に、三上は苛立ちを禁じえない。そんな中、自宅にかかってきた無言電話があゆみからのものではないかと美那子が気に病み、再びかかってくることを期待し、美那子までもが引きこもり同然になってしまう。
時効間近のロクヨンについて警察庁長官が視察に訪れることが決まり、被害者遺族宅への長官の慰問許可を取り付けて来るよう赤間から命じられた三上が雨宮宅を訪ねると、雨宮は長官の慰問を拒否する。14年の長きに渡って事件を解決できない警察への失望と怒りが雨宮をそうさせたのかと三上は考えるが、雨宮と密に連絡を取り続けていなければならないはずの刑事部と雨宮の関係が断絶していることが判明する。同じ頃、主婦による重傷交通事故が発生し、加害者が妊娠8か月であったため、母胎への影響を考慮し匿名で記者クラブに発表したところ、猛抗議を受ける。記者たちは本部長に直接抗議文を提出すると息巻き、それを広報官もしくは秘書課長止まりにできまいかとせめぎ合いになり、記者と広報室の間には深い溝ができ、記者らは来たる長官視察のぶら下がり会見のボイコットを通達する。そんな中、三上の同期で人事を扱う警務部調査官の二渡が、ロクヨンについて聞き回っていることが分かる。二渡はかつてのロクヨン関係者に「幸田メモ」という言葉を出していた。幸田とは、ロクヨン事件で自宅班を担当し、事件の半年後に退職した元刑事の名だった。なぜ刑事ではない二渡がロクヨンを調べているのか、幸田メモとは何なのか、雨宮と刑事部の関係悪化の原因がそこにあるのではないか、行く先々で様々な家庭に無言電話がかかっていたことを気にしつつも調査を積み重ねた三上は、県警による隠蔽に直面する。ロクヨン発生当時、雨宮宅を担当する「自宅班」の警察官らが到着したあとにも犯人からの脅迫電話があり、科捜研の警察職員のミスにより、その録音に失敗していた。そして自宅班を率いる漆原はその隠蔽を指示した。憤慨した幸田は一部始終を報告書に記して刑事部長官舎へ投函したが、刑事部は隠蔽を追認し、幸田は警察を追われた。「幸田メモ」とは、幸田による内部告発であり、その隠蔽は歴代刑事部長の申し送り事項となっていた。
やがて、長官は慰問の場でロクヨンを解決できないD県警の刑事部長の座を警察庁人事にすると宣言する予定であることが、刑事部長荒木田の口から明かされ、刑事部はそれを阻止すべく警察とマスコミの関係を意図的に悪化させ、取材をボイコットさせることで長官視察を中止に追い込もうとしていることが分かる。警務部と刑事部の軋轢は深さを増していき、刑事部の暴露によると思われる警務部の不祥事がマスコミにスクープされる。赤間から催促され、雨宮に慰問を受け入れてもらうべく彼の家へ再び訪れた三上は、翔子の遺影をみて、思わず滂沱の涙を流す。すると雨宮は、一転して慰問を受け入れると答えた。
刑事部長職の召し上げに反発しつつも、三上は広報官の務めとしてマスコミ各社との信頼関係を取り戻し、ボイコット回避に成功させる。しかし長官視察の直前となって、ロクヨンを模倣したと思われる誘拐事件が発生。記者クラブと報道協定を結ぶべく会合が持たれる。協定は事件の詳細を記者クラブに逐一発表することが条件にもかかわらず、刑事部は、被害者である目崎歌澄の実名をはじめとする情報を一切漏らさず、一向に増えない情報に記者の不満は溜まる一方だった。何とか被害者の父親の名が明かされるが、協定が破綻して記者が勝手に取材に動けば、警察に通報したことが犯人に分かってしまう恐れがあり、被害者の命さえ危ぶまれる。三上の必死の説得で協定は正式に締結される。三上は、犯人の指示を受け車で疾走する父、目崎正人を追う捜査車両への同乗を許され、そこから広報へ情報を提供する。
しかしそこで、目崎歌澄が万引きをして警察に補導されたという知らせが入る。歌澄は誘拐されていなかった。犯人は彼女の家出を利用して不在時に脅迫電話をかけ、「誘拐事件」を偽装したのだった。なぜか娘の無事を目崎正人に対して知らせようとしない刑事たちに三上は激怒するが、そこで彼は、一連の調査の過程で様々な家庭にかかっていたと知った最近の無言電話が、すべて「ま」行に集中していたことと、この「誘拐」事件直前にも目崎家に無言電話がかかっていたことを思い出し、この偽の誘拐事件の犯人が雨宮芳男であり、そして彼の命令にしたがって疾走している目崎正人こそ、ロクヨンの犯人であることに気づく。
脅迫の電話により犯人の声を知っていた雨宮は、警察による捜査に見切りをつけ、犯人がほぼ確実に県内の人間であることから、事件当時の電話帳に掲載された58万世帯の電話に対して、「あ」行から順番に総当たりで無言電話をかけつづけ、目崎正人の声に辿り着いたのだった。目崎は娘の無事を知らされぬまま、現金2千万円をガソリンで燃やされたあと、「お前の娘は殺された」と読みとれるメモを読まされ、泣き叫ぶ。しかし直後に娘の無事を知ると、メモを半分食べて証拠隠滅を図り、警察は「保護」の名目で確保する。決定的な証拠が挙がらないため目崎への捜査は難航するが、松岡捜査一課長らは、かつて犯人の声を聞いた者たちに「耳実験」をおこなうなどしつつ、千の状況証拠で目崎の周囲を固め、必ず立件すると語る。偽装「誘拐」を引き起こした雨宮と、彼に協力した幸田は姿を消したが、生きているという。
警察庁長官の訪問、および刑事部長職の「召し上げ」は、一連の事件によって流れた。
唯一の手がかりだった「無言電話」があゆみのものではなかったと知った美那子は落胆するが、「あの子を受け入れてくれる別の人の元で元気にしている」という、「生存の条件」を見つけ、気丈に振る舞う。三上もあゆみの生存を信じ、帰りを待とうと決める。そして二渡と再会した彼は、刑事に戻る気はないと語る。ロクヨンが立件された暁には幸田メモの真相を明かさなければならず、そのとき松岡を広報官として支えることを決意した。

## 登場人物

### 三上家
三上 義信（みかみ よしのぶ）〈46〉
D県警察本部 警務部秘書課調査官〈広報官〉警視。二渡とは同期。
刑事になって3年目に突然広報室への異動を命じられ、刑事としての大事な時期を失ったと考えている。1年後に刑事に戻って以降は、いつまた刑事以外の課に異動させられるかという恐怖感から遮二無二働き、捜査一課で盗犯・強行犯・特殊犯などを担当し、捜査二課で職能を開花させて実績を上げ、知能犯捜査係の班長として汚職や選挙違反事件捜査の現場指揮を取り、次席まで務めた後、この春に20年ぶりに広報室勤務となる。赤間からの制止を聞かず、広報室改革を進め、記者や現場の人間にも理解されかけていたが、あゆみの家出を機に、再び彼らとの間に距離が出来ていく。
ロクヨン当時、捜査一課特殊犯捜査係（係長代理）に所属し、身代金の受け渡し場所へ向かう父親の車を追尾する任務に就いていた。
三上 美那子（みかみ みなこ）
義信の妻。元ミス県警の美人。あゆみから電話があるかもしれないからと引きこもり気味になっている。
ロクヨンの時は、犯人が身代金の受け渡し場所に指定した喫茶店で、アベックの女役として駆り出されていた。
三上 あゆみ（みかみ あゆみ）〈16〉
義信と美那子の娘。
父親に似た顔立ちにコンプレックスを抱き、母親の美貌を憎み、高校を半年で不登校になり、引きこもる。
自分の顔を醜いと思うようになり、カウンセラーから醜形恐怖と診断されカウンセリングを受けていたが、三上に整形を反対され、家出する。

### D県警広報室
D県警の広報室は4年前に広報課への昇格が持ち上がったが、記者と広報室が結託することを危惧した前任の大黒警務部長によって潰された。記者を飼い馴らすよう命じる上層部と、記者に情報を漏らす敵のような扱いをする現場との板挟み状態になっている。マスコミからは記者発表の準備をするだけの部門と思われ、不遜な扱いを受けている。
諏訪（すわ）
D県警警務部秘書課 係長。
広報室勤務は5年で、記者を懐柔する機転にも長ける。
蔵前（くらまえ）
D県警警務部秘書課 主任。真面目だけが取り柄。
美雲（みくも）〈23〉
D県警警務部秘書課。元交通課。
広報室の最年少である。

### ロクヨン関係者
雨宮 翔子（あまみや しょうこ）
昭和64年1月5日に、近所の親類宅へお年玉を貰いに行くと言って出かけたまま姿を消した。10日に市内の廃車置き場で遺体で発見される。
雨宮 芳男（あまみや よしお）
翔子の父親。
事件当時は雨宮漬物の社長をしていたが、事件を機に経営を従兄弟に任せて退いた。心労から髪は真っ白になり、見た目は実際の年齢以上になってしまった。
雨宮 敏子（あまみや としこ）
翔子の母親。
6年前に脳梗塞で倒れ、去年亡くなった。
雨宮 賢二（あまみや けんじ）
芳男の実弟。
芳男とは亡き父の遺産相続を巡って揉め、また経営していたオートバイ販売店の資金繰りが苦しく、街金から多額の借金をしていたため、長らく第一容疑者として厳しい取調べを受けた。
吉田 素子（よしだ もとこ）〈事件当時32〉
雨宮漬物事務員。
会社で身代金の受け渡し場所を指定する電話を受けた。

### D県警
赤間 肇（あかま はじめ）〈41〉
D県警警務部長。
警察の権威を貶めんと失策を論おうとするマスコミを牽制するため、無愛想で強面の三上を広報官に抜擢するが、三上の広報室改革には反対する。
二渡 真治（ふたわたり しんじ）
D県警警務部警務課 調査官（警視）。三上の同期。
三上とは高校の同級生で同じく剣道部に所属していたが、三上が3年の県大会の団体戦で大将を務めたのに対し、二渡は補欠だった。警察学校を首席で卒業し、昇任試験にも次々と受かり、D県警最年少の40歳で警視に昇任した。「幸田メモ」について調べている。
松岡 勝俊（まつおか かつとし）
D県警捜査一課長 参事官。
ロクヨンでは直近追尾班を束ね、身代金を運ぶ芳男の車の後部座席に潜んでいた。
前島 泰雄（まえじま やすお）
三上の同期。現在は警察庁刑事局に出向している。
二渡とは警察学校で同室だった。
辻内 欣司（つじうち きんじ）〈44〉
D県警本部長。前警察庁会計課長。
現在、同期の中では最も警察庁長官の椅子に近い男と目されている。
荒木田（あらきだ）
D県警刑事部長。刑事たちの象徴ともいえる刑事部長職についている。
そのポストが本庁に『召し上げ』られると知り、最後の地方の刑事部長になるのを阻止すべくあらゆる手段を使おうとする。
糸川 一男（いとかわ かずお）〈42〉
D県警捜査二課次席。
三上が知能犯捜査一係の班長だった時に、3年部下だった。
商業高校出身で、帳簿類に強い。
栗山 吉武（くりやま よしたけ）〈50〉
F署留置管理係 巡査長。
女性留置人に猥褻な行為をし、商品券で口止めをしたとして東洋新聞に抜かれ、緊急逮捕される。
その他
- 石井 - D県警警務部秘書課 課長。
- 戸田 愛子 - 秘書課末席。
- 坂庭 - D県警Y署署長。石井の前任者で、前秘書課長。
- 落合 - D県警捜査二課長。
- 草野 - 専従班の刑事。三上の同期。
- 阿久沢 - 専従班の刑事。
- 槌金 武司 - 専従班の副班長。三上の一期上。警部。
- 漆原 - ロクヨンの自宅班キャップ。当時、捜査一課特殊犯捜査係 係長。現在、Q署の署長。
- 柿沼 - ロクヨンの自宅班サブキャップ。当時、捜査一課特殊犯捜査係。現在、専従班。
- 七尾 - 婦警で唯一警部に昇任した。D県警本部警務課で婦警担当係長を長く務めている。
- 南川 - 三上の二期下。本部鑑識課員。
- 猪俣 - 科捜研所長。
- 梨本 鶴男 - 警備部。次期刑事部長と目される。
- 小保方（こぼがた） - F署の署長。
- 生駒 - 警務部監察課長。
- 御倉 - 捜査一課。三上の二期下。
- 橋元 - 捜査一課内勤。
- 芦田 - 暴力団対策室係長。
- 会沢 - 三上の元部下。
- 緒方 - 強行犯捜査一係 班長。
- 峰岸 - 特殊犯捜査係 班長。
- 鬼頭 - 強行犯捜査二係 班長。

### 警察庁
田辺（たなべ）
警察庁前長官。
長官人事の主流は警備局出身者だが、4代ぶりに刑事局から就任し、刑事警察の建て直しを宣言したが、半年後の今年7月に急性高血圧症で他界した。
小塚（こづか）
警察庁長官。警備局出身。

### マスメディア
- 手嶋（てじま）〈26〉 - 東洋新聞サブキャップ。H大卒。
- 秋川〈29〉 - 東洋新聞キャップ。K大卒。記者クラブの幹事役。
- 山科〈28〉 - 全県タイムス暫定キャップ。F大卒。代議士秘書の三男。
- 梓 幹雄〈46〉 - 東洋新聞D支局上席デスク。T大卒。
- 富野 - D日報の記者。
- 野々村 利一 - 東洋新聞D支局長。居丈高な男。
- 宇津木 - 毎日新聞キャップ。
- 袰岩（ほろいわ）、林葉 - NHK記者。
- 梁瀬 - 時事通信記者。
- 高木 まどか、掛井 - 朝日新聞記者。
- 牛山、笠井、木曾 亜美 - 読売新聞記者。牛山は秋川を嫌っている。
- 須藤、釜田 - 産経新聞記者。
- 角池 - 共同通信記者。
- 浪江 - 記者。

### 美術館建設入札談合事件
八角建設
入札を陰で仕切る地方ゼネコン。
中堅建設会社6社の幹部8人が逮捕されたが、二課は黒幕である八角の専務の逮捕を狙っている。
祖川建設
県議の弟が社長を務める、準大手の建設会社。
行政との癒着や暴力団絡みの噂が絶えず、談合からは八角から外された。

### その他
銘川 亮次（めいかわ りょうじ）
酔って道を渡っていた時に車にはねられ、意識不明の重体、後に死亡する。北海道出身。
菊西 華子（きくにし はなこ）〈32〉
Y署管内で銘川をはねた加害者。主婦。
妊娠8か月であったため、母胎への影響を考えて広報室が匿名で報じたところ、匿名にする理由を巡って、記者クラブともめる原因となる。
望月（もちづき）
三上の同期で、ロクヨンでは同じく直近追尾班に属し、三上が離れた後も捜査本部に残っていた。
3年前に父親が倒れ、辞職し、園芸農家を継いだ。
尾坂部 道夫（おさかべ みちお）
8年前に退官した元D県警刑事部長。
尾坂部がいればロクヨンは解決できたと言われる優秀な刑事だったが、事件当時は警察庁刑事局に出向していた。
幸田 一樹（こうだ かずき）
元D県警捜査一課刑事。
ロクヨンでは自宅班だったが、事件の半年後に辞職。
日吉 浩一郎（ひよし こういちろう）〈38〉
元科捜研研究員。
NTTの先端技術部門から転職してきた職歴を買われて、技術吏員としてロクヨンの自宅班の4番手として招集された。事件後に3か月ほど休職したまま依願退職扱いとなった。自宅では事件以来、14年部屋に引きこもったまま。
村串 みずき（むらくし みずき）
旧姓・鈴本。ロクヨンでは憔悴する雨宮敏子対策の交替要員として雨宮家にいた婦警。美那子の一期上で、三上とも所轄の刑事課で一緒だったことがある。銀行員と結婚して退職した。
あゆみからと思われる無言電話後、家を出なくなった美那子が心配で、三上が家に呼んだことがある。
美雲の高校の先輩でもある。
久間 清太郎（きゅうま せいたろう）
ロクヨン当時の刑事部長。知性派と言われ、実際の事件には弱かった。
当時は退官間際で、外郭団体への天下りも決まっていた。
室井 忠彦（むろい ただひこ）
久間の次の刑事部長。
大舘 章三（おおだち しょうぞう）
元刑事部長。
三上と美那子の仲人親であり、三上が「刑事の父」と慕っていた。
林 夏子（はやし なつこ）〈37〉
元マッサージ嬢。現在は空き巣専門の泥棒の情婦。内縁の夫は常習累犯窃盗罪で服役中。
窃盗容疑で留置中に管理係から猥褻な行為をされた。
目崎 正人（めざき まさと）
スポーツ用品店を経営する。
娘が2人おり、高校生の長女・歌澄（かすみ）が誘拐される。

## 評価
文芸評論家の北上次郎は、無理解な上司に行動を制約されながらも、溝の出来たマスコミ各社との妥協点を模索し、長官視察の真意を探りながら、被害者の父親を説得し、望まなかったはずの部署で、刑事部と警務部の板挟みになりながら奮闘する、緊迫感が最後まで持続する点を賞賛した。
主要なブック・ランキングは、前年11月から同年10月に刊行された作品を対象にしており、本作は10月末に刊行されたにもかかわらず、圧倒的な支持を受けて「週刊文春ミステリーベスト10」及び「このミステリーがすごい!」で第1位になった。また、第10回本屋大賞及び『ミステリが読みたい!』で第2位となったほか、『ダ・ヴィンチ』2013年7月号で発表された「2013年上半期 BOOK OF THE YEAR」で第1位となった。
2016年、英推理作家協会より、ダガー賞・翻訳部門の最終候補に選ばれる。

### 受賞（小説）
- 「週刊文春ミステリーベスト10」（2012年）第1位
- 「このミステリーがすごい!」（2013年版）第1位
- 第10回本屋大賞（2013年版）第2位[6]
- 「ミステリが読みたい!」（2014年版）第2位
- 『ダ・ヴィンチ』「2013年上半期 BOOK OF THE YEAR」第1位[4]

## テレビドラマ
2015年4月18日より、NHK「土曜ドラマ」にて全5回で放送。主演はNHKドラマ初主演となるピエール瀧で、「昭和な顔」がキャスティングの決め手となったという。横山の作品がNHKで映像化されるのは、2005年に同枠で放送された『クライマーズ・ハイ』以来となる。また本作より、土曜ドラマの放送時間が21時から22時スタートに変更された。
平成27年度（第70回）文化庁芸術祭賞大賞（テレビ・ドラマ部門）を受賞。
2015年12月26日、全5回の放送を約2時間にまとめた『64（118分版）』が放送された。

### キャスト（テレビドラマ）
- 三上 義信 - ピエール瀧
- 三上 美那子 - 木村佳乃
- 三上 あゆみ - 入山杏奈（AKB48）
- 諏訪 尚人 - 新井浩文
- 蔵前 高彦 - 永岡卓也
- 美雲 志織 - 山本美月
- 秋川 修次 - 永山絢斗
- 山科 道夫 - 辰巳智秋
- 高木 まどか - 梅舟惟永
- 宇津木 壮一 - 阿部翔平
- 井沢 正則 - 堀部圭亮
- 雨宮 芳男 - 段田安則
- 雨宮 敏子 - 小島法子
- 雨宮 翔子 - 佐々木春樺
- 漆原 悟士 - きたろう
- 松岡 勝俊 - 柴田恭兵
- 松岡 郁江 - 斉藤とも子
- 柿沼 丈治 - 高橋和也
- 柿沼 芽生子 - 安藤玉恵
- 日吉 浩一郎 - 水澤紳吾
- 日吉 保子 - 佐藤直子
- 幸田 一樹 - 萩原聖人
- 望月 晴一 - 村上淳
- 村串 みずき（旧姓・鈴本） - 中村優子
- 辻内 欣司 - 古今亭菊之丞
- 赤間 光良 - 平岳大
- 石井 照行 - 小野了
- 二渡 真治 - 吉田栄作
- 荒木田 利也 - 中原丈雄
- 落合 由季也 - 森岡龍
- 御倉 - 二階堂智
- 緒方 - 森岡豊
- 峰岸 - 榊英雄
- 鬼頭 - 松原正隆
- 橋元 - 伊藤祐輝
- 白鳥 - 吉田ウーロン太
- 森田 - 内倉憲二
- 吉川 - 関寛之
- 雪国の警察署長 - でんでん
- 目崎 正人 - 尾美としのり
- 目崎 睦子 - 瀬尾智美
- 目崎 歌澄 - 羽宮千皓

### スタッフ（テレビドラマ）
- 原作 - 横山秀夫『64（ロクヨン）』
- 脚本 - 大森寿美男
- 音楽 - 大友良英
- 演出 - 井上剛、増田靜雄
- 制作統括 - 屋敷陽太郎

### 評価・受賞（テレビドラマ）
- 平成27年度（第70回）文化庁芸術祭賞（テレビ・ドラマ部門）大賞[10][11]
  - 受賞理由として、組織と個人の対峙をダイナミックに描き突出した面白さがあったこと。脚本の構成力とエネルギッシュな演出およびピエール瀧の主役起用により濃密なドラマを成立させたこと。騒然とした多重な人物関係がサスペンスを増幅させてゆく、その語りの手際が群を抜いていたことがあげられている[12]。
- 第53回ギャラクシー賞（テレビ部門）選奨[13]
  - 放送批評懇談会の選評では、精緻に織り上げられた複雑な構造の原作を、正確かつスタイリッシュに映像化した質の高いドラマであると評価している。また、原作どおりのいかつい顔・雰囲気と、静謐な佇まいながら熱を帯びた演技により、広報官・三上の葛藤や決断を骨太に表現しきったとして、主演のピエール瀧を、本作の成功を導いた最大の功労者と高く評価している[14]。

### 放送日程
| 各話   | 放送日  | サブタイトル | 演出     |
| ------ | ------- | ------------ | -------- |
| 第1回  | 4月18日 | 窓           | 井上剛   |
| 第2回  | 4月25日 | 声           | 井上剛   |
| 第3回  | 5月02日 | 首           | 増田靜雄 |
| 第4回  | 5月09日 | 顔           | 井上剛   |
| 最終回 | 5月16日 | 指           | 井上剛   |

### DVD
- タイトル - NHK BD／DVD「64 ロクヨン」
- 発売日 - 2016年3月25日

| NHK 土曜ドラマ                                                | NHK 土曜ドラマ                                                | NHK 土曜ドラマ                         |
| 前番組                                                        | 番組名                                                        | 次番組                                 |
| ------------------------------------------------------------- | ------------------------------------------------------------- | -------------------------------------- |
| 限界集落株式会社 （2015.1.31 - 2.28） ※ここまで21時台での放送 | 64（ロクヨン） （2015.4.18 - 5.16） ※本番組から22時台での放送 | ちゃんぽん食べたか （2015.5.30 - 8.1） |

## 映画
2016年に『64-ロクヨン- 前編/後編』の2部作で構成され、『64-ロクヨン- 前編』は2016年5月7日、『64-ロクヨン- 後編』は6月11日に公開。監督は瀬々敬久、脚本は久松真一・瀬々敬久、主演は佐藤浩市。配給は東宝。
前編は全国319スクリーンで公開され、全国映画動員ランキング（興行通信社調べ）初登場3位、初週の土日2日間の成績は動員20万3,703人、興収2億5,727万1,900円。後編は全国321スクリーンで公開され、全国映画動員ランキング（興行通信社調べ）初登場1位、初週の土日2日間の成績は動員28万2,693人、興収3億5,409万400円。
本作と連動する形で『月曜名作劇場』（TBS系）「D県警シリーズ」2作（『陰の季節』『刑事の勲章』）が制作・放映、ならびにDVD化されており、本作のキャスト数名が“Special Thanks”として友情出演している。
結末が原作とは異なる終わり方となっている。
キャッチコピーは「日本映画史に残る傑作の誕生」

### キャスト（映画）

#### 三上家
- 三上 義信〈46〉 - 佐藤浩市
- 三上 美那子 - 夏川結衣
- 三上 あゆみ - 芳根京子

#### 広報室
- 諏訪 - 綾野剛
- 蔵前 - 金井勇太
- 美雲 - 榮倉奈々

#### ロクヨン捜査班
- 松岡 勝俊 - 三浦友和
- 望月 - 赤井英和
- 漆原 - 菅田俊
- 柿沼 - 筒井道隆
- 幸田 一樹 - 吉岡秀隆
- 日吉 浩一郎 - 窪田正孝
- 村串 みずき - 鶴田真由

#### 県警本部長
- 辻内 欣司 - 椎名桔平

#### 県警本部警務部
- 赤間 - 滝藤賢一
- 石井 - 菅原大吉
- 二渡 真治 - 仲村トオル

#### 県警本部刑事部
- 荒木田 - 奥田瑛二
- 落合 - 柄本佑
- 御倉 - 小澤征悦
- 芦田 - 三浦誠己

#### 雨宮家
- 雨宮 芳男 - 永瀬正敏
- 雨宮 敏子 - 小橋めぐみ
- 雨宮 翔子 - 平田風果

#### 目崎家
- 目崎 正人 - 緒形直人
- 目崎 睦子 - 渡辺真起子
- 目崎 歌澄 - 萩原みのり
- 目崎 早紀 - 渡邉空美

#### ロクヨン捜査員の家族
- 幸田 麻美 - 黒川芽以
- 幸田 カイト - 佐藤優太郎
- 日吉 雅恵 - 烏丸せつこ

#### 記者クラブ
- 秋川 - 永山瑛太
- 手嶋 - 坂口健太郎
- 掛井 - 坂口辰平
- 髙木 まどか - 菜葉菜
- 本田 - 梶原拓人
- 宇津木 - 大塚ヒロタ
- 橘 - 長尾卓磨
- 桜田 - 椿弓里奈
- 牛山 - 藤井宏之
- 笠井 - 飯田芳
- 木曾 亜美 - 中村沙樹
- 須藤 - 三浦英
- 釜田 - 松嶋亮太
- 浪江 - 奥野瑛太
- 山科 - 宇野祥平

- 小谷 - 赤山健太
- 藤田 - 板倉チヒロ
- 富野 - 森了蔵
- 勝谷 - 佐藤文吾
- 鳥谷 - 芹澤興人
- 袰岩 - 増田修一朗
- 林葉 - 河原健二
- 黒川 - 木口健太
- 原田 - 筒井奏
- 岡田 - 峯豪一
- 池田 - 青柳弘太
- 安藤 - 仁科咲姫
- 角池 - 中山雄作
- 竹井 - 伊藤雄太
- 梁瀬 - 礒部泰宏

#### その他の記者
- 梓 - 嶋田久作
- 山下 - 緋田康人
- 佐伯 - 矢柴俊博
- 宮本 - 加藤虎ノ介
- 八田 - 足立智充

#### 誘拐事件捜査員
- 緒方 - 大西信満
- 峰岸 - 管勇毅
- 森田 - 忍成修吾
- 白鳥 - 森本のぶ
- 鬼頭 - 結城貴史
- 吉川 - 日向丈

#### ロクヨン事件関連人物
- 吉田 素子 - 後藤ユウミ
- 「喫茶あおい」店主 - 川瀬陽太
- 「フルーツパーラー四季」店員 - 林摩耶
- 「釣り宿一休」店員 - 川屋せっちん
- 梁の主人 - 奥瀬繁
- 解体業者 - 才木清英
- アベック捜査員（刑事部捜査一課） - 佐々木一平
- ブラシを受け取る刑事（刑事部捜査一課） - 松原慎太郎
- スーツケースを発見した刑事（刑事部捜査一課） - 贈人、日下部千太郎、伊藤毅
- 雨宮を押しとどめる刑事（所轄署刑事課） - 松本勝、崔哲浩、今村裕次郎

#### 警察関係者
- 白田（警務部警務課長） - 中野剛
- 秘書課員 - 鈴木雄一郎、月川修、古川康（俳優）、村松和輝、新野卓、平野鈴、原陽子、小野ゆたか、スギウチタカシ
- 角刈りの刑事（刑事部暴力団対策室） - 五刀剛
- 若造の刑事（刑事部捜査一課） - 久保勝史
- トイレの刑事（刑事部捜査一課） - 安藤広郎、村本明久、志賀龍美
- 若い刑事（所轄署刑事課） - 小澤雄志、成田瑛基
- 守りの刑事（刑事部暴力団対策室） - 石田佳央、芦原健介、檜尾健太、塩見大貴
- 目崎家の自宅班（刑事部捜査一課） - 佐野元哉、由川信幸、木田毅祐、小水たいが
- 邀撃班（刑事部捜査一課） - 岩田知幸、クラ、金子貴伸、齋賀正和、萩原宏樹、兼原良太郎、山神佳誉
- 警官（所轄署地域課） - 荒木秀行、澤山薫
- 作業服を着た警官（所轄署交通課） - 鈴木大介、志村朋春

#### その他の人物
- 銘川 亮次 - 大久保鷹
- 銘川の亡妻 - 勝倉けい子
- 月並マスター - 諏訪太朗
- 月並ママ - 山崎ハコ
- カラオケの男（月並の客） - 太田恭輔
- 部下の若い女（月並の客） - 清瀬やえこ
- 囃し立てる部下（月並の客） - 花戸祐介
- 別の警備員（幸田の同僚） - 吉岡睦雄
- 少年（歌澄の彼氏） - 金子大地
- 鑑識係員 - 山崎潤
- 遺体の少女 - 関碧

### スタッフ（映画）
- 原作 - 横山秀夫『64（ロクヨン）』（文春文庫刊）
- 監督 - 瀬々敬久
- 脚本 - 久松真一、瀬々敬久
- 脚本協力 - 井土紀州
- 音楽 - 村松崇継
- 主題歌 - 小田和正「風は止んだ」（Little Tokyo / アリオラジャパン）[20]
- エグゼクティブプロデューサー - 平野隆
- 企画 - 越智貞夫
- プロデューサー - 木村理津、大原真人、渡邉敬介、浅野博貴、伊藤正昭
- 共同プロデューサー - 藤井和史、山田昌伸
- ラインプロデューサー - 武石宏登
- 撮影 - 斉藤幸一
- 美術 - 磯見俊裕
- 照明 - 豊見山明長
- 録音 - 高田伸也
- 編集 - 早野亮
- スクリプター - 江口由紀子
- 装飾 - 柳澤武
- スタイリスト - 纐纈春樹
- ヘアメイク - 那須野詞
- VFXスーパーバイザー - 立石勝
- サウンドエフェクト - 北田雅也
- 助監督 - 海野敦
- 制作担当 - 篠宮隆浩
- 助成 - 文化庁文化芸術振興費補助金
- 配給 - 東宝
- 企画協力 - 文藝春秋
- 制作プロダクション - コブラピクチャーズ
- 製作 - 映画「64」製作委員会（TBSテレビ、東宝、電通、CBCテレビ、WOWOW、朝日新聞社、毎日新聞社、TBSラジオ、毎日放送、RKB毎日放送、KDDI、コブラピクチャーズ、北海道放送、東北放送、新潟放送、静岡放送、山陽放送、中国放送、GYAO、TCエンタテインメント、日本出版販売）

### 受賞歴（映画）
- 第8回TAMA映画賞（2016年） - 最優秀男優賞（三浦友和、『葛城事件』とあわせて）[21]
- 第41回報知映画賞（2016年） - 助演男優賞（綾野剛、『リップヴァンウィンクルの花嫁』『怒り』とあわせて）[22]
- 第29回日刊スポーツ映画大賞・石原裕次郎賞（2016年）- 作品賞、主演男優賞（佐藤浩市）[23]
- 第40回日本アカデミー賞[24][25]
  - 優秀作品賞『64-ロクヨン-前編』
  - 最優秀主演男優賞 - 佐藤浩市
  - 新人俳優賞 - 坂口健太郎
  - 優秀監督賞 - 瀬々敬久
  - 優秀脚本賞 - 久松真一、瀬々敬久
  - 優秀撮影賞 - 斉藤幸一
  - 優秀照明賞 - 豊見山明長
  - 優秀美術賞 - 磯見俊裕
  - 優秀録音賞 - 髙田伸也
  - 優秀編集賞 - 早野亮

### DVD,Blu-ray
- 発売元: TBS、販売元: TCエンタテインメント、発売日: 2016年12月9日
  - 64-ロクヨン-前編/後編 豪華版 Blu-rayセット (前編DISC、後編DISC、特典DISC2枚)
  - 64-ロクヨン-前編/後編 豪華版 DVDセット (前編DISC、後編DISC、特典DISC2枚)
  - 64-ロクヨン-前編 通常版Blu-ray 本編DISC1枚
  - 64-ロクヨン-後編 通常版Blu-ray 本編DISC1枚
  - 64-ロクヨン-前編 通常版DVD 本編DISC1枚
  - 64-ロクヨン-後編 通常版DVD 本編DISC1枚

### テレビ放送
| 回数 | テレビ局 | 放送日        | 放送時間      | 放送分数 | 放映作品 | 視聴率 |
| ---- | -------- | ------------- | ------------- | -------- | -------- | ------ |
| 1    | TBS      | 2018年3月18日 | 25:55 - 28:00 | 125分    | 前編     | 1.1%   |
| 1    | TBS      | 2018年3月19日 | 26:06 - 28:00 | 114分    | 後編     | 0.9%   |

- 視聴率はビデオリサーチ調べ、関東地区・世帯・リアルタイム。